# Гондрексон
Гондрексон (фр. Gondrexon) насеље је и општина у североисточној Француској у региону Лорена, у департману Мерт и Мозел која припада префектури Линевил.
По подацима из 2011. године у општини је живело 33 становника, а густина насељености је износила 13,25 становника/km². Општина се простире на површини од 2,49 km². Налази се на средњој надморској висини од 269 метара (максималној 290 m, а минималној 255 m).

## Демографија
| 1962. | 1968. | 1975. | 1982. | 1990. | 1999. | 2011. |
| ----- | ----- | ----- | ----- | ----- | ----- | ----- |
| 42    | 43    | 33    | 29    | 26    | 28    | 33    |

График промене броја становника у току последњих година